# Starîi Kalkaiiv, Semenivka
Starîi Kalkaiiv (în ucraineană Старий Калкаїв) este un sat în comuna Horoșîne din raionul Semenivka, regiunea Poltava, Ucraina.

## Demografie
Componența lingvistică a localității Starîi Kalkaiiv
     Ucraineană (98,88%)
     Rusă (1,12%)
Conform recensământului din 2001, majoritatea populației localității Starîi Kalkaiiv era vorbitoare de ucraineană (98,88%), existând în minoritate și vorbitori de rusă (1,12%).